# François Faber
François Faber (Aulnay-sur-Iton, 26 januari 1887 – Carency, 9 mei 1915) was een Luxemburgs wielrenner.

## Biografie
Faber had een Luxemburgs paspoort, maar was geboren en getogen in Frankrijk en beschouwde zichzelf als Fransman. Zijn vader had de Luxemburgse nationaliteit en was geboren in het Luxemburgse Wiltz. Hij was gehuwd met een Française, geboren in Lotharingen. Hij had een oudere, zogenaamde "zoogbroeder", Ernest Paul genaamd, die ook profwielrenner was. In zijn amateurtijd was Faber verhuizer en dokwerker.
Hij won, als eerste niet-Fransman en eerste Luxemburger in 1909 de Ronde van Frankrijk. Een jaar eerder was hij al eens tweede geworden in de Tour. In 1910 was hij opnieuw tweede in het eindklassement. In de Tour van 1909 vestigde hij een record door vijf etappes op rij te winnen, een record dat heden ten dage nog steeds bestaat. In totaal won hij 19 etappes in de 9 Tours waaraan hij deelnam.
Hij won de belangrijke wielerklassiekers Ronde van Lombardije, Parijs-Roubaix, Parijs-Tours (2x), Parijs-Brussel en Bordeaux-Parijs.
Zijn bijnaam in het peloton was "De reus van Colombes" vanwege zijn, voor een wielrenner, erg grote postuur (1,86 m), zijn gewicht (94 kg) en zijn afkomst uit Colombes.

## Overlijden
Faber overleed in de Eerste Wereldoorlog. Als men de verhalen moet geloven was zijn dood zeer ongebruikelijk. In het begin van de Eerste Wereldoorlog meldde Faber zich aan bij het Frans vreemdelingenlegioen, waarna hij werd ingedeeld bij het 2e Regiment de Marche in Bayonne. Al spoedig werd hij bevorderd tot korporaal. Het verhaal gaat dat hij op 9 mei 1915 aan het front tijdens de slag in Artois bij Carency nabij Arras een telegram ontving waarin werd gemeld dat hij een dochter had gekregen. Door zijn gejuich zou hij zijn opgemerkt door een Duitse sluipschutter die hem neerschoot. Een ander, iets waarschijnlijker verhaal, is dat hij tijdens een gevecht tussen Carency en Mont-Saint-Éloi onder vuur werd genomen toen hij een gewonde collega uit de vuurlinie trachtte te halen. Zijn regiment verloor bij dit gevecht 1950 van de 2900 man. Faber werd postuum geëerd met de Militaire Medaille.

## Belangrijkste overwinningen en ereplaatsen
1907
- 3e in 3e etappe Ronde van Frankrijk
- 2e in 5e etappe Ronde van Frankrijk

1908
- 3e in Parijs-Roubaix
- 1e in 3e etappe Ronde van Frankrijk
- 1e in 4e etappe Ronde van Frankrijk
- 2e in 5e etappe Ronde van Frankrijk
- 1e in 8e etappe Ronde van Frankrijk
- 3e in 10e etappe Ronde van Frankrijk
- 3e in 11e etappe Ronde van Frankrijk
- 2e in 13e etappe Ronde van Frankrijk
- 2e in 14e etappe Ronde van Frankrijk
- 1e in 12e etappe Ronde van Frankrijk
- 2e in het eindklassement Ronde van Frankrijk
- 1e in Ronde van Lombardije
- 3e in Parijs-Tours

1909
- 2e in 1e etappe Ronde van Frankrijk
- 1e in 2e etappe Ronde van Frankrijk
- 1e in 3e etappe Ronde van Frankrijk
- 1e in 4e etappe Ronde van Frankrijk
- 1e in 5e etappe Ronde van Frankrijk
- 1e in 6e etappe Ronde van Frankrijk
- 1e in 10e etappe Ronde van Frankrijk
- 2e in 11e etappe Ronde van Frankrijk
- 2e in 12e etappe Ronde van Frankrijk
- 3e in 13e etappe Ronde van Frankrijk)
- 3e in 14e etappe Ronde van Frankrijk
- 1e in het eindklassement Ronde van Frankrijk
- 1e in Parijs-Tours
- 1e in Parijs-Brussel

1910
- 1e in 2e etappe Ronde van Frankrijk
- 2e in 3e etappe Ronde van Frankrijk
- 1e in 4e etappe Ronde van Frankrijk
- 1e in 7e etappe Ronde van Frankrijk
- 3e in 9e etappe Ronde van Frankrijk
- 3e in 10e etappe Ronde van Frankrijk
- 2e in het eindklassement Ronde van Frankrijk
- 1e in Parijs-Tours

1911
- 3e in 1e etappe Ronde van Frankrijk
- 2e in 2e etappe Ronde van Frankrijk
- 1e in 3e etappe Ronde van Frankrijk
- 1e in 5e etappe Ronde van Frankrijk
- 1e in Bordeaux-Parijs

1912
- 2e in 4e etappe Ronde van Frankrijk

1913
- 1e in Parijs-Roubaix
- 3e in 8e etappe Ronde van Frankrijk
- 3e in 13e etappe Ronde van Frankrijk
- 1e in 10e etappe Ronde van Frankrijk
- 1e in 13e etappe Ronde van Frankrijk
- 3e in 14e etappe Ronde van Frankrijk
- 3e in 15e etappe Ronde van Frankrijk
- 1e in 2e etappe Ronde van België

1914
- 1e in 13e etappe Ronde van Frankrijk
- 1e in 14e etappe Ronde van Frankrijk

## Resultaten in voornaamste wedstrijden
| Jaar | Ronde van Italië | Ronde van Frankrijk | Ronde van Spanje |
| ---- | ---------------- | ------------------- | ---------------- |
| 1906 |                  | opgave              |                  |
| 1907 |                  | 7e                  |                  |
| 1908 |                  | ↑ (4)               |                  |
| 1909 |                  | ↑ (6)               |                  |
| 1910 |                  | ↑ (3)               |                  |
| 1911 |                  | opgave (2)          |                  |
| 1912 |                  | 14e                 |                  |
| 1913 |                  | 5e (2)              |                  |
| 1914 |                  | 9e (2)              |                  |

| Jaar | Milaan-San Remo | Parijs-Roubaix | Ronde van Lombardije | Parijs-Tours | Parijs-Brussel | Bordeaux-Parijs |
| ---- | --------------- | -------------- | -------------------- | ------------ | -------------- | --------------- |
| 1906 |                 |                |                      | 13e          |                |                 |
| 1907 |                 | 9e             |                      |              | 6e             | 6e              |
| 1908 |                 | ↑              | ↑                    | Brons        |                |                 |
| 1909 | 6e              | 5e             |                      | Goud         | Goud           | 4e              |
| 1910 |                 | 17e            |                      | Goud         |                |                 |
| 1911 | 12e             |                |                      |              | Zilver         | ↑               |
| 1912 | 13e             | 17e            |                      | 6e           |                |                 |
| 1913 |                 | ↑              |                      | 33e          |                |                 |
| 1914 |                 | 24e            |                      | 6e           |                |                 |

## Trivia
- In Luxemburg wordt sinds 1918 de jaarlijkse wielerwedstrijd GP Faber gehouden ter ere van François Faber.
- In de kerk bij het Frans Nationaal Oorlogskerkhof Notre-Dame de Lorette nabij Arras bevindt zich een herdenkingsplaquette voor François Faber.

- Bibliothèque nationale de France: cb15089319x (data)
- Gemeinsame Normdatei: 132047594
- International Standard Name Identifier: 0000 0000 3596 7730
- Library of Congress Control Number: n2007011882
- Système universitaire de documentation: 113953445
- Virtual International Authority File: 47912185
- WorldCat: E39PBJcwCVJHBF39KQPDH3Qwmd